# Уле Тер'є Хорпестад
Уле Тер'є Горпестад (норв. Ole Terje Horpestad; нар. (8 січня 1956, Осло) — норвезький дипломат. Надзвичайний і Повноважний Посол Норвегії в Україні.

## Біографія
З 1988 року на дипломатичній службі в Міністерстві закордонних справ Королівства Норвегія.
З 1997 по 1999 роки — радник посольства Норвегії у Москві. 
З 1999 по 2002 роки — радник міністра.
З 2002 по 2006 роки — співробітник Департаменту закордонних справ.
З 2006 по 2010 роки — Повноважний міністр в посольстві Королівства Норвегія в Парижі.
З 2010 по 2012 роки — спеціальний радник в Міністерстві закордонних справ Королівства Норвегія.
З 2012 по 2016 роки — директор Департаменту Міністерства закордонних справ Королівства Норвегія.
З 2016 року — Надзвичайний і Повноважний Посол Королівства Норвегії в Києві.
6 вересня 2016 року — вручив копії Вірчих грамот заступнику міністра закордонних справ України — керівник апарату Вадиму Пристайку.
5 жовтня 2016 року — вручив вірчі грамоти Президенту України Петру Порошенку.